# Bauhinia fryxellii
Bauhinia fryxellii är en ärtväxtart som beskrevs av Richard P. Wunderlin. Bauhinia fryxellii ingår i släktet Bauhinia och familjen ärtväxter. Inga underarter finns listade i Catalogue of Life.